# Neptunes de Nantes (pallavolo)
Il Neptunes de Nantes è una società pallavolistica femminile francese con sede a Nantes: milita nel campionato francese di Ligue A e fa parte dell'omonima società polisportiva.

## Storia
L'Union de Groupements Sportifs Élite Nantes Volley Féminin viene fondato nel 2009 dall'unione di due club, il Volley-Ball Nantes Atlantique e il CS Léo Lagrange Nantes Volley-Ball, entrambi militanti in National 1, serie dalla quale parte anche l'UGSE.
Nel 2010 ottiene la promozione in Ligue A grazie al secondo posto conquistato nella serie cadetta: nel 2013 cambia il proprio nome in Volley-Ball Nantes ed al termine della stagione 2013-14, dopo essere giunto fino alla finale scudetta, persa contro il Racing Club de Cannes, ottiene la prima partecipazione ad una competizione europea, ossia alla Champions League 2014-15.
Nel 2022 il club si fonde con la formazione di pallamano del Neptunes de Nantes, assumendone la denominazione e i colori sociali, dando luogo alla prima società polisportiva esclusivamente femminile in ambito europeo. Nella stagione 2023-24 conquista il suo primo trofeo, ossia la Coppa di Francia.

## Palmarès
- Coppa di Francia: 1

2023-24

## Denominazioni precedenti
- 1968-1999: Association Sportive Saint-Joseph Nantes
- 1999-2006: Saint-Joseph Volley-Ball Nantes Atlantique
- 2006-2009: Volley-Ball Nantes Atlantique
- 2009-2013: Nantes Volley Féminin
- 2013-2022: Volley-Ball Nantes